# Paris Kea
Paris Yvonne Kea (Tarboro, 7 aprile 1996) è un'ex cestista statunitense, professionista nella WNBA.